# Distaplia nathensis
Distaplia nathensis is een zakpijpensoort uit de familie van de Holozoidae. De wetenschappelijke naam van de soort is voor het eerst geldig gepubliceerd in 1998 door Meenakshi.